# 科內利亞諾女排俱樂部
科內利亞諾女排俱乐部（義大利語：Imoco Volley Conegliano），是一間位於義大利特雷維索的女排俱乐部，成立於2012年，在2019年、2022年及2024年三度奪得世界女排俱樂部錦標賽（女排世俱杯）冠軍，以及2021年、2024年及2025年三次奪得欧洲女排冠军联賽冠军。
科內利亞諾女排在意大利国内联赛多次称霸，已八次奪得義大利女子甲組排球联赛冠軍（2015/16, 2017/18, 2018/19, 2020/21, 2021/22, 2022/23, 2023/24 及 2024/25），為現時世界上最頂尖的女子排球俱乐部之一。

## 球隊歷史
科內利亞諾女排俱乐部成立於2012年 ，成立初期成績不算突出，直至2015/16賽季成功奪得意甲聯賽首個冠軍。2018年，現任主教练桑塔瑞利從馬贊蒂手中接任科內利亞諾主教練一職。在他的帶領下科內利亞諾首奪2019年女排世俱杯和2021年欧洲女子排球冠军联賽冠军。
在2019年12月至2021年11月29日期間科內利亞諾連續獲得76場勝利，打破了瓦基弗銀行連續獲得73場勝利的記錄，创造了新的世界纪录，打入金氏世界紀錄。
自2017/18賽季起，科內利亞諾開始成為意大利本土甲組聯賽霸主，已奪得七連冠（2019/20賽季因新冠病毒疫情取消除外）。
在2024/25賽季，科內利亞諾女排更首次實現單賽季球會大滿貫，即在世俱杯、歐洲冠軍聯賽、意大利聯賽、超級杯及意大利杯這五項賽事均成功奪冠。

## 球隊历史名称
| 年        | 名称                                 |
| --------- | ------------------------------------ |
| 2012–2013 | Imoco Volley Conegliano              |
| 2013–2015 | Prosecco Doc-Imoco Conegliano        |
| 2015–2019 | Imoco Volley Conegliano              |
| 2019–2021 | A. Carraro Imoco Conegliano          |
| 2022–     | Prosecco Doc Imoco Volley Conegliano |

## 球隊名單
球員名單 - 2024/2025賽季
| 球衣號                                                                             | 球员                 | 生日           | 身高 (m) | 位置     |
| ---------------------------------------------------------------------------------- | -------------------- | -------------- | -------- | -------- |
| 1                                                                                  | 加布里埃拉·桂馬萊絲  | 1994年5月19日  | 1.80     | 主攻     |
| 4                                                                                  | 朱婷                 | 1994年11月29日 | 1.98     | 主攻     |
| 6                                                                                  | 關菜菜巳             | 1999年6月12日  | 1.71     | 二傳     |
| 7                                                                                  | 卡佳·埃克爾          | 2003年5月6日   | 1.88     | 副攻     |
| 9                                                                                  | 玛丽娜·卢比安        | 2000年4月22日  | 1.92     | 副攻     |
| 10                                                                                 | 莫妮卡·德真纳罗（L） | 1987年1月8日   | 1.72     | 自由球員 |
| 11                                                                                 | 伊莎贝尔·哈克        | 1999年7月11日  | 1.94     | 接應二傳 |
| 14                                                                                 | 乔安娜·沃沃什        | 1990年4月7日   | 1.84     | 二傳     |
| 15                                                                                 | 梅里特·阿迪圭        | 2006年8月24日  | 1.83     | 接應二傳 |
| 16                                                                                 | 卡利亞·拉尼爾        | 1998年9月19日  | 1.90     | 主攻     |
| 17                                                                                 | 馬蒂娜·武卡西克      | 1999年11月26日 | 1.90     | 主攻     |
| 18                                                                                 | 克里斯蒂娜·基里切拉  | 1994年2月10日  | 1.95     | 副攻     |
| 19                                                                                 | 萨拉·路易莎·法尔     | 2001年9月12日  | 1.94     | 副攻     |
| 20                                                                                 | 安娜·巴達羅（L）     | 2005年4月29日  | 1.72     | 自由球員 |
| 總教練： 達尼埃萊·桑塔瑞利 助理教練： Tommaso Barbato、Andrea Zotta、Maurizio Mora |                      |                |          |          |

## 歷任主教練
| 在任期間   | 姓名                |
| ---------- | ------------------- |
| 2012－2014 | 馬可·加斯帕里       |
| 2014－2015 | 亞歷山德羅·基亞皮尼 |
| 2015－2017 | 達維德·馬贊蒂       |
| 2017－     | 達尼埃萊·桑塔瑞利   |

## 歷任隊長
| 在任期間  | 姓名              |
| --------- | ----------------- |
| 2012–2014 | 拉斐拉·卡洛尼     |
| 2014–2015 | 瓦倫蒂娜·菲奧林   |
| 2015–2016 | 瓦伦蒂娜·阿里盖蒂 |
| 2016–2017 | 塞雷娜·奥尔托拉尼 |
| 2017–     | 喬安娜·沃沃什     |

## 知名球员
- 莫妮卡·德·吉納羅（2013－）
- 瑞秋·亞當斯（2014－2015）
- 米夏·漢考克（2014-15）
- 阿莉莎·格拉斯（2014－2016）
- 约瓦娜·布拉科切维奇（2015-2016）
- 凱爾西·羅賓遜（2015-2017）
- 塞雷娜·奧托拉尼（2015-2017）
- 安娜·達尼西（2015－2019）
- 蘿賓·德·克魯伊夫（2016－2024）
- 拉菲埃拉·伏若莉（2016－2022）
- 妮可·法賽特（2016-2017）
- 歐菲莉亞·馬里諾夫（2016-2017）
- 金伯利·希爾（2017－2021）
- 喬安娜·沃沃什（2017－）
- 莎曼達·法比斯（2017－2019）
- 米莉安·塞拉（2018－2022）
- 卡絲塔·洛維（2018－2019）
- 長岡望悠（2018－2019）
- 寶拉·艾格努（2019－2022）
- 珍妮佛·格爾蒂伊斯（2019－2020）
- 基亞卡·奧博古（2019－2020）
- 麥堅時·亞當斯（2020－2021）
- 梅根·寇特妮（2021－2022）
- 凱瑟琳·普魯默 （2021－2024）
- 赫里斯蒂娜·武奇科娃（2021－2022）
- 伊莎贝尔·哈克（2022－）
- 阿歷薩·格雷（2022－2023）
- 朱婷（2024－）
- 加布里埃拉·桂馬萊絲（2024－）
- 關菜菜巳（2024－2025）
- 馬蒂娜·武卡西克（2024－2025）

## 连胜世界纪录
2021年11月21日，随着科内主场战胜特伦蒂诺，由此打破了瓦基夫银行原有的73场连胜纪录，创造了所有赛事74场连胜的世界纪录。从2019年12月开始，科内至今保持全胜。而且连胜纪录还在不断刷新当中，科内连胜场次达到76场。最終，在联赛第二十四轮（提前打）對陣佛罗伦萨女排俱樂部時，爆冷以2比3輸球。佛罗伦萨終結了科內利亞諾76场連勝記錄。

## 球隊榮譽

### 国际赛事

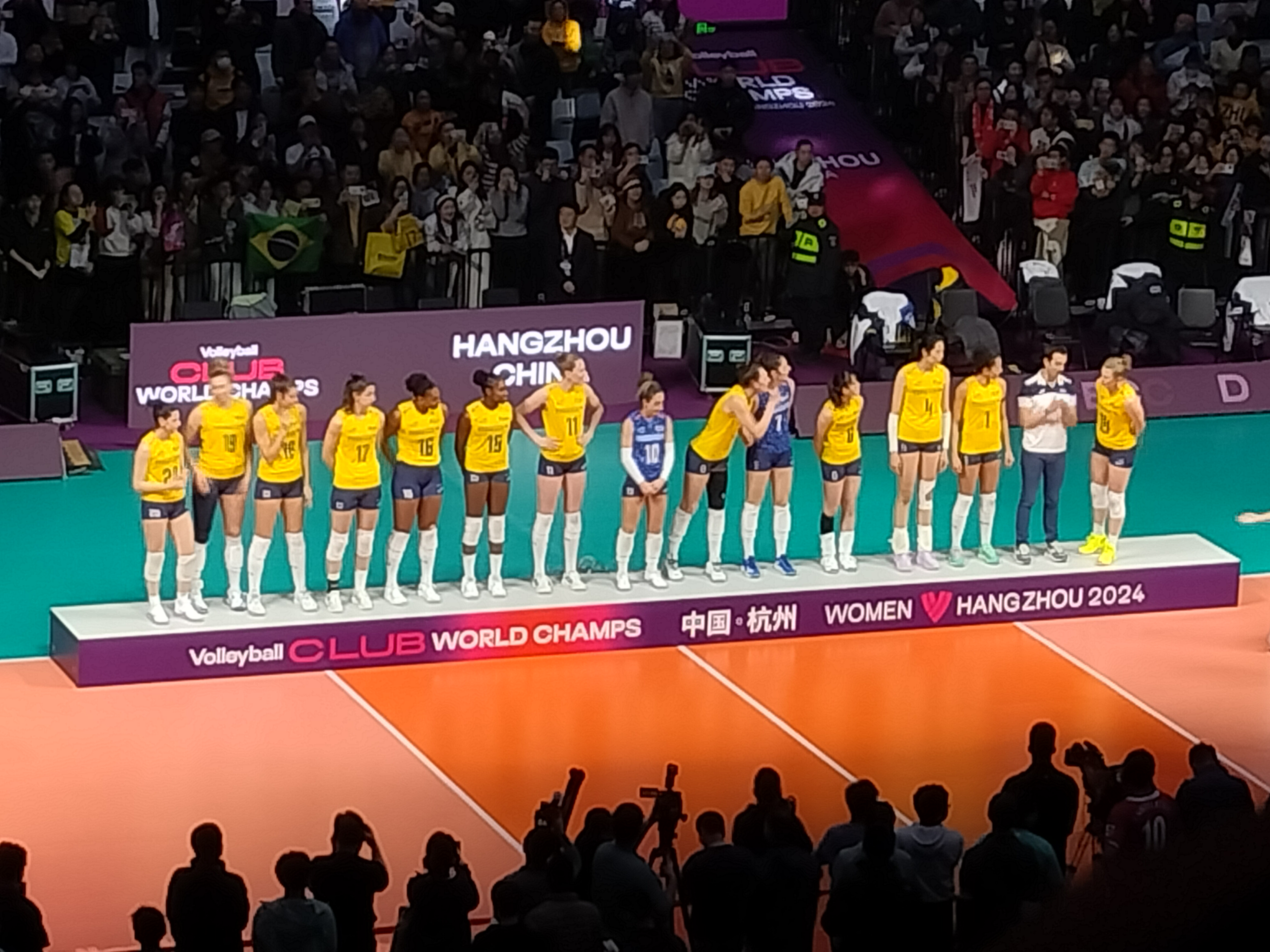
2024年女排世俱杯冠军科內利亞諾

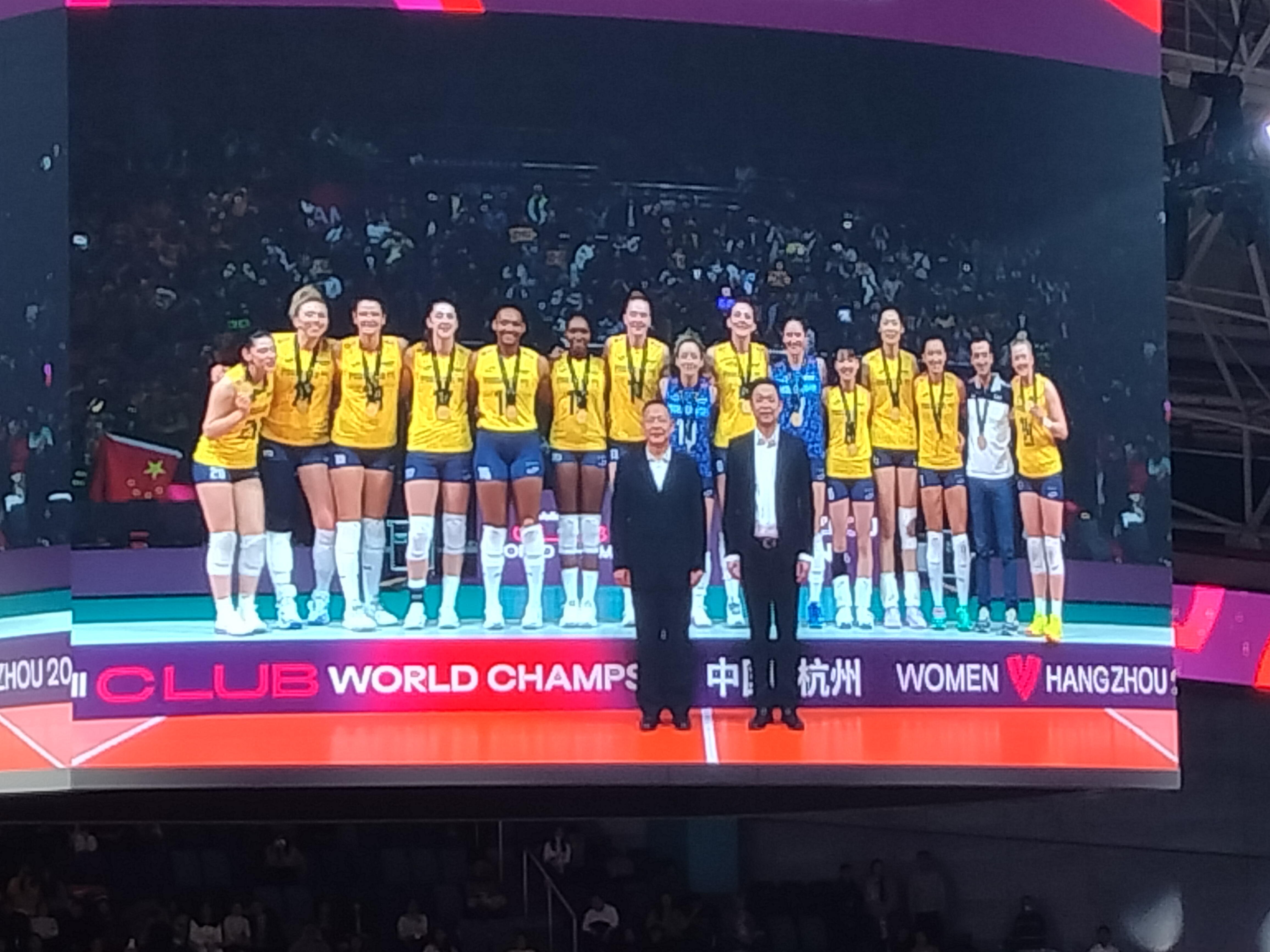
2024年女排世俱杯冠军科內利亞諾

- 世界女排俱乐部锦标赛
  -  冠军（3）：2019、2022、2024

- 歐洲女排冠軍聯賽
  -  冠军（3）：2021、2024、2025

### 国内赛事
- 義大利女子甲組排球联赛:
  -  冠军（8）: 2016、2018、2019、2021、2022、2023、2024、2025

- 意大利女排杯
  -  冠军（7）: 2017、2020、2021、2022、2023、2024、2025

- 意大利女排超级杯
  -  冠军（8）: 2016、2018、2019、2020、2021、2022、2023、2024